# Горна Козница
 Тази статия е за селото в България.  За селото в Сърбия вижте Горна Козница (Община Сурдулица).  
Горна Козница е село в Западна България. То се намира в община Бобов дол, област Кюстендил.

## География
Село Горна Козница се намира в планински район, в подножието на южните склонове на Конявската планина, между двата града – Кюстендил и Бобов дол.

## Население
Численост и дял на етническите групи според преброяването на населението през 2011 г.:
|                     | Численост | Дял (в %) |
| Общо                | 144       | 100,00    |
| Българи             | 144       | 100,00    |
| Турци               | 0         | 0,00      |
| Цигани              | 0         | 0,00      |
| Други               | 0         | 0,00      |
| Не се самоопределят | 0         | 0,00      |
| Неотговорили        | 0         | 0,00      |

## Културни и природни забележителности
По забележителните места в селото са „Кюнеца“, „Градището“ и пещерата „Асанделегия“.
- Местността „Кюнеца“ е дълбока падина обрасла с букова и дъбова гора, а от няколко години се засаждат борови дръвчета, които преобладават и достигат до 10 метра височина. В падината на местността се намира извор на рядко студена вода, същата е каптирана и по деревационен път се влива в специално устроен резервоар, който се използва за питейна вода на населението.
- „Градището“ е забележителна историческа местност. Представлява една равнина от около 20 – 30 декари. Има предположение, че е от Римско време. Служело е като крепост и някаква лятна резиденция на римския владетел Юстаниян Велики. Същата е била оградена с високи каменни стени. В местността все още се намират находки от керамични изделия и са обект на иманяри.
- Пещера наречена „Асанделегия“ намира се от източната страна на „Градището“ към реката на едно разстояние не по-малко от 40 – 50 метра. Дъното на която още не е разкрито. Същата е проучвана от специалисти, но резултати все още няма.
- Дом за изоставени деца с увреждания
- Над селото на един от върховете в Конявската планина е имало крепост, служеща за защита на главния път минаващ в подножието му. Преданията говорят, че при падането на България под османско владичество, местното население се оттегля в крепостта. Дълго време турците не могат да я превземат, но след предателство от страна на местен жител, спират прясната вода и така крепостта пада. Свидетелства за наличието на тази крепост – разрушена до основи е често намираните по склоновете на планината тухли и керамика.

При изкопни дейности свързани с каптирането на водоизточници, работници се натъкват древни погребални церемонии. Интерес представлява начина на погребване на мъртвите-в глинени саркофази наподобяващи две затворени една към друга керемиди.

## Обществени институции
- Читалище – основано през месец февруари 1899 година. То освен институция е и сграден фонд като по този начин се превръща в онзи познат ни от Възрождението – център консолидиращ обществения живот. Сградата има зрителна зала с 84 места и е единственото обществено място, което целогодишно може да осигури масови мероприятия и да създаде условия за развитие на обществения живот в селото.

- Библиотека при НЧ „Ал. Димитров“ е основна дейност на читалището и се намира в идеалния център на селото, в непосредствена близост до най-важните административни и обществени сгради – Кметство, Дом за деца с умствена изостаналост (ДДУИ), Пощата и Здравната служба, което дава възможност да обслужва голям диапазон от възрасти, образование и предпочитание – от пенсионери и ученици до специалисти в различни области. Фондът ѝ наброява 3243 т. литература, който ежегодно се увеличава.

Църквата в селото е „Свети Димитър“.

## Редовни събития
- Събор – провежда се всяка година на 24 май, време за родови срещи и спомени.

## Личности

### Родени
- Величко Кознички – депутат, подпредседател на Народното събрание и министър на железниците, пощите и телеграфите (1917 – 18)
- Видин Даскалов – оперетен изпълнител
- Йордан Топлодолски – автомобилен състезател
- Марин Гогев – Художник

### Починали
- Александър Димитров (1878 – 1921) – погребан в село Горна Козница е политикът и виден деятел на Българския Земеделски Народен Съюз (БЗНС), вътрешен и военен министър в правителството на Александър Стамболийски. Застрелян в Конявската планина от революционери от ВМРО. Погребан е в селото, непосредствено до електрическата мелница и дъскорезницата.